# Suore salesiane dei Sacri Cuori
Le Suore Salesiane dei Sacri Cuori sono un istituto religioso femminile di diritto pontificio.

## Storia
La congregazione venne fondata dal sacerdote Filippo Smaldone (1848-1923): nel 1876 a Napoli entrò in una congregazione per l'educazione e l'insegnamento del catechismo ai sordomuti, fondata da Luigi Ajello nel 1853 e intitolata a san Francesco di Sales; in seguito Smaldone venne inviato a dirigere la scuola di Molfetta, dipendente dalla congregazione napoletana, e nel 1885 aprì un istituto per sordomuti a Lecce.
Per la gestione della scuola, il sacerdote pensò di istituire una nuova congregazione di suore e il 25 marzo 1885 venne celebrata la vestizione delle prime tre religiose che presero il nome di Salesiane dei Sacri Cuori. Il 27 gennaio 1895 Salvatore Luigi Zola, vescovo di Lecce, promulgò il decreto di erezione dell'istituto e di approvazione delle sue costituzioni e il 29 gennaio successivo, festa di san Francesco di Sales, ricevette la prima professione dei voti delle suore.
Il 18 dicembre 1912 l'istituto venne aggregato all'Ordine dei Frati Minori: ottenne il pontificio decreto di lode il 30 novembre 1915 e le sue costituzioni vennero approvate definitivamente dalla Santa Sede il 21 giugno 1925.
Il fondatore è stato beatificato da papa Giovanni Paolo II nel 1994 e canonizzato da papa Benedetto XVI nel 2006.

## Attività e diffusione
Le Salesiane dei Sacri Cuori si dedicano all'istruzione e all'educazione cristiana della gioventù, specialmente dei sordomuti e degli altri portatori di handicap.
Oltre che in Italia, sono presenti in Benin, Brasile, Filippine, Indonesia, Paraguay, Polonia, Ruanda, Tanzania; la sede generalizia è a Roma.
Al 31 dicembre 2005 l'istituto contava 398 religiose in 40 case.